# Lagomorfos
Os lagomorfos (latim científico: Lagomorpha) constituem uma ordem de pequenos mamíferos herbívoros, que inclui os coelhos, lebres e ocotonídeos, na qual se incluem duas famílias: Leporidae (coelhos e lebres) e Ochotonidae (pikas).
Os lagomorfos se diferenciam dos roedores por terem quatro incisivos na mandíbula superior, ao contrário dos roedores que têm apenas dois. São também quase estritamente herbívoros enquanto os roedores são em variadíssimos casos omnívoros. No entanto, à semelhança destes, os incisivos crescem durante toda a vida necessitando de uma continua actividade de roer alimentos fibrosos para prevenir um excessivo crescimento dos dentes.

## Classificação
Ordem LAGOMORPHA
- Família Ochotonidae Thomas, 1897 - pikas
  - Gênero Ochotona Link, 1795 (30 espécies)
- Família †Prolagidae Gureev, 1964
  - Gênero †Prolagus Pomel, 1853 (1 espécie)
- Família Leporidae G. Fischer, 1817 - coelhos e lebres
  - Gênero Pentalagus Lyon, 1904 (1 espécie) - coelho-de-Amami
  - Gênero Bunolagus Thomas, 1929 (1 espécie) - coelho-bosquímano
  - Gênero Nesolagus Forsyth-Major, 1899 (2 espécies) -coelhos-listrados
  - Gênero Romerolagus Merriam, 1896 (1 espécie) - coelho-zacatuche
  - Gênero Brachylagus Miller, 1900 (1 espécie) - coelho-pigmeu
  - Gênero Sylvilagus Gray, 1867 (17 espécies) - coelhos-americanos ou tapitis
  - Gênero Oryctolagus Liljeborg, 1874 (1 espécie) - coelho-europeu
  - Gênero Poelagus St. Leger, 1932 (1 espécie) - coelho-de-Bunyoro
  - Gênero Pronolagus Lyon, 1904 (3 espécies) - coelhos-vermelhos
  - Gênero Caprolagus Blyth, 1845 (1 espécie) - coelho-asiático
  - Gênero Lepus Linnaeus, 1758 (32 espécies) - lebres